# Согунты
Согунты (чечен. СогунтӀа) — село в Ножай-Юртовском районе Чеченской Республики. Входит в состав Мескетинского сельского поселения.

## География
Село расположено на левом берегу реки Аксай (чеч. Йасси), в 9 км к северо-западу от районного центра — Ножай-Юрт и в 80 км к юго-востоку от города Грозный.
Ближайшие населённые пункты: на севере — село Мескеты, на северо-востоке — село Замай-Юрт, на востоке — село Новый Замай-Юрт, на юге — село Бетти-Мохк и на юго-западе — сёла Бешил-Ирзу и Шовхал-Берды.

## История

### В древности
В период с 1961 по 1965 годы В. И. Марковин проводил археологические исследования в данном регионе, в ходе которых были обнаружены и изучены различные памятники. К ним относится Согунтинский могильник.

## Население
| 1990 | 2002 | 2010 |
| ---- | ---- | ---- |
| 560  | ↘476 | ↗498 |

## Образование
- Согунтинская муниципальная средняя общеобразовательная школа[8].